# Sebastian Seifert
Sebastian Seifert (født 12. december 1978) er en svensk håndboldtræner og tidligere spiller, der indtil april 2025 var træner for KIF Kolding. Som spiller spillede han også i KIF som playmaker. Han har også spillet i IFK Ystad og senere i TuS Nettelstedt-Lübbecke (en). Med KIF vandt han det danske mesterskab fem gange, i 2001, 2002, 2005, 2006 og 2009. Han spillede desuden på det svenske landshold.
I oktober 2024 blev han hentet til KIF Kolding som træner for at erstatte Kristian Kristensen (en), der var blevet fyret pga. dårlige resultater. 5 måneder senere blev han selv fyret, da Kolding stadig lå på sidstepladsen. På trods af fyringen, rykkede KIF stadig ned, hvilket var klubbens første nedrykning i 41 år.